# Latnatec
Latnatec (Ceanothus) je rod rostlin patřící do čeledi řešetlákovité (Rhamnaceae). Starší český název, který se příliš neujal, je zpododěr. Latnatce jsou opadavé nebo stálezelené keře a stromy s jednoduchými listy a nevelkými květy v bohatých květenstvích. Vyskytují se v počtu asi 55 druhů výhradně v Severní a Střední Americe. Některé druhy jsou pěstovány jako okrasné dřeviny.

## Popis
Latnatce jsou opadavé nebo stálezelené keře nebo výjimečně i nízké stromy. Listy jsou jednoduché, řapíkaté, většinou střídavé, tenké nebo kožovité. Čepel listů je celokrajná nebo pilovitá, od báze obvykle trojžilná. Květy jsou malé, pětičetné, uspořádané ve vrcholových nebo úžlabních latách složených z okolíčků či v chocholících. Kalich je pětičetný, s válcovitou až polokulovitou kališní trubkou a 5 cípy. Kalich je zbarvený podobně jako koruna. Koruna je pětičetná, bílá, růžová nebo modrá, delší než kalich. Korunní lístky jsou volné, mají kapucovitý tvar a vyrůstají zpod květního terče. Tyčinek je 5, mají tenké nitky a vyčnívají z květu. Semeník je trojlaločný, spočívá na květním terči a je s ním srostlý. Čnělka je krátká. Plody jsou zpočátku dužnaté, později vysychají a podélně se rozpadají na 3 plůdky (oříšky).

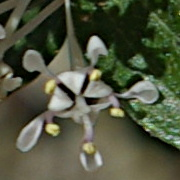
Detail květu latnatce Ceanothus fendleri
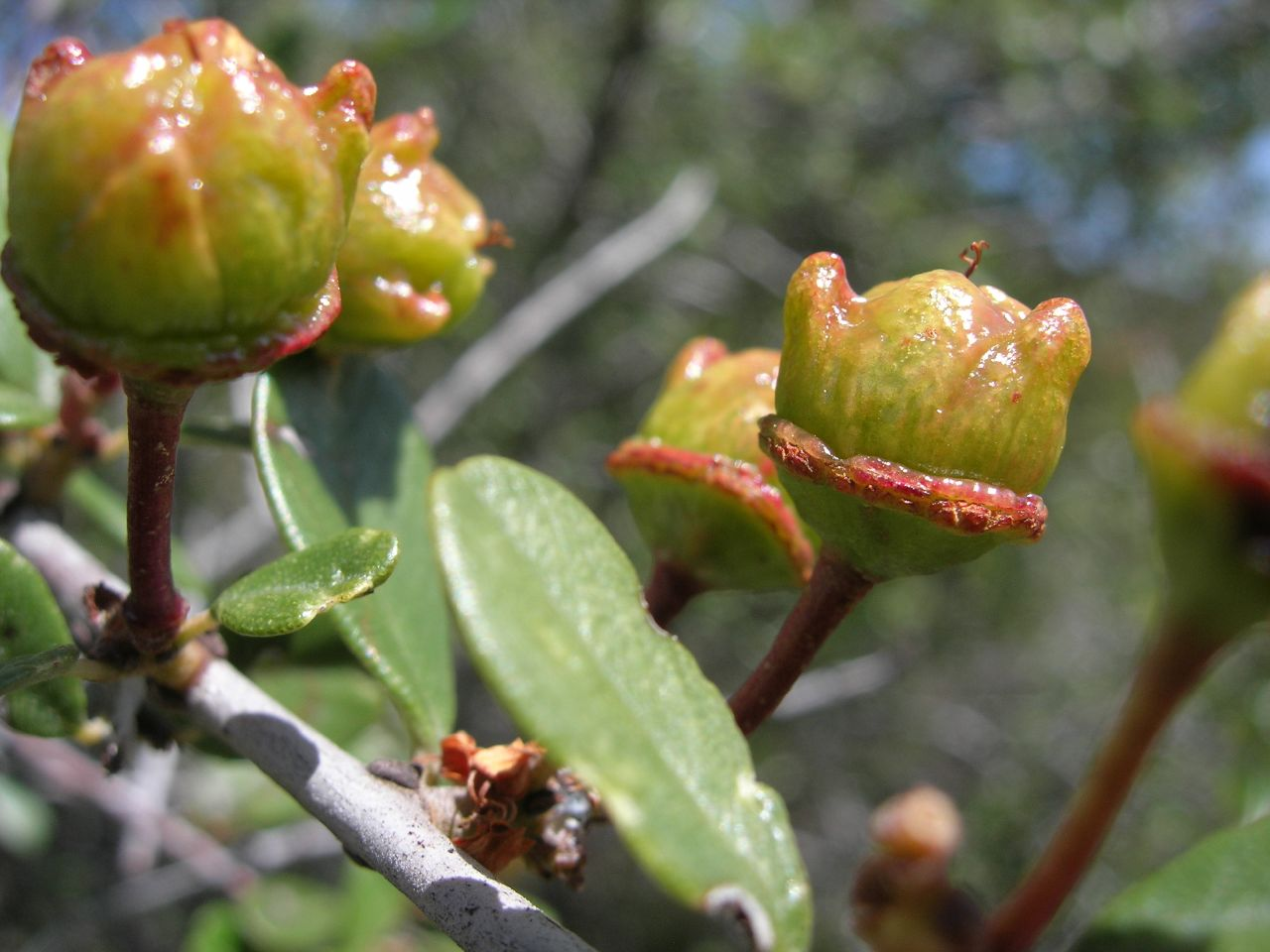
Nedozrálé plody latnatce C. megacarpus
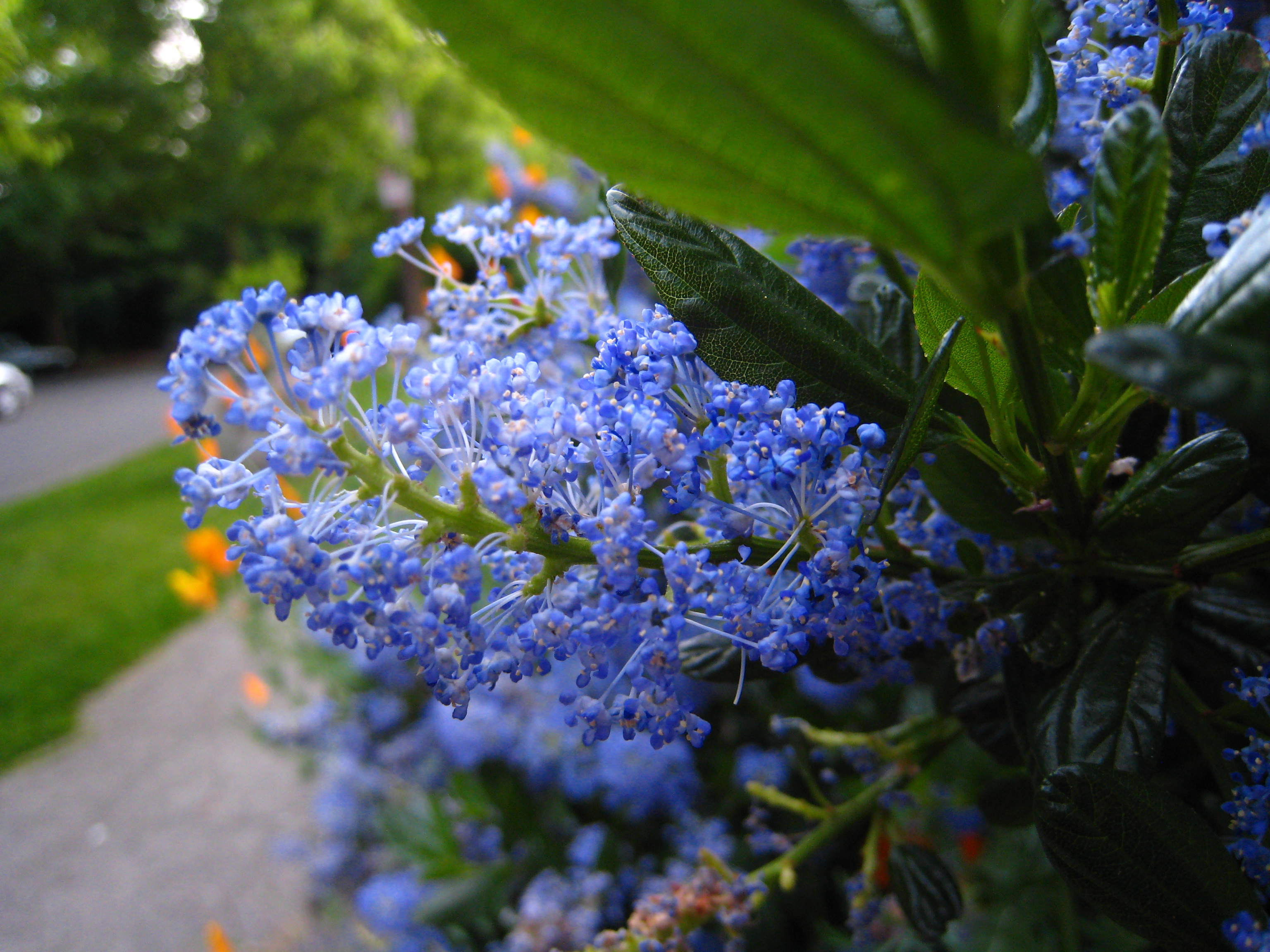
Bohaté květenství blíže neurčeného latnatce

## Rozšíření
Rod zahrnuje asi 55 druhů vyskytujících se pouze v Severní Americe zejména v teplejších oblastech USA a v Mexiku. Do jižní Kanady zasahují 4 druhy: C. herbaceus, C. americanus, C. sanguineus a C. velutinus. Ve Střední Americe se vyskytuje jediný druh, Ceanothus coeruleus. Zasahuje až do Guatemaly, kde roste v horách v nadmořských výškách až 4000 metrů. Centrum druhového bohatství je v Kalifornii, kde latnatce tvoří významnou složku místní vegetace. Latnatce se nejčastěji vyskytují v suchých lesích, dubových lesích a v keřové vegetaci známé jako chaparral. Rostou na různých typech půd, většinou v oblastech se suchými horkými léty a vlhkými zimami.

## Ekologické interakce
Některé druhy latnatce mají na kořenech hlízky se symbiotickými bakteriemi rodu Frankia, vázajícími vzdušný dusík.

## Zástupci
- latnatec americký (Ceanothus americanus)
- latnatec bledý (Ceanothus x pallidus) - kříženec C. x delilianus a C. ovatus
- latnatec červený (Ceanothus sanguineus)
- latnatec Fendlerův (Ceanothus fendleri)
- latnatec křížený (Ceanothus x delilianus) - kříženec C. americanus a C. coeruleus
- latnatec vejčitý (Ceanothus ovatus, syn. C. herbaceus)

## Význam
Latnatce jsou využívány jako okrasné keře, vhodné pro teplejší polohy chráněné před mrazem. Jsou cenné zejména letním a podzimním kvetením, kvetou od května nebo června do září až října. V České republice jsou pěstovány poměrně zřídka, uváděny jsou celkem 4 druhy a několik kříženců. Nejkrásnější, bohatě kvetoucí modrokvěté druhy a kultivary jsou vesměs dosti teplomilné a pro naše podmínky až na výjimky málo vhodné. Z pěstovatelných druhů má velké laty nápadně modrých květů např. kultivar latnatce kříženého Ceanothus x delilianus 'Gloire de Versailles'. Ve veřejných expozicích českých botanických zahrad nejsou latnatce příliš zastoupeny. Ceanothus pallidus 'Marie Simon' je uváděn z Dendrologické zahrady v Průhonicích, C. x delilianus 'Topaze' z Pražské botanické zahrady v Tróji.

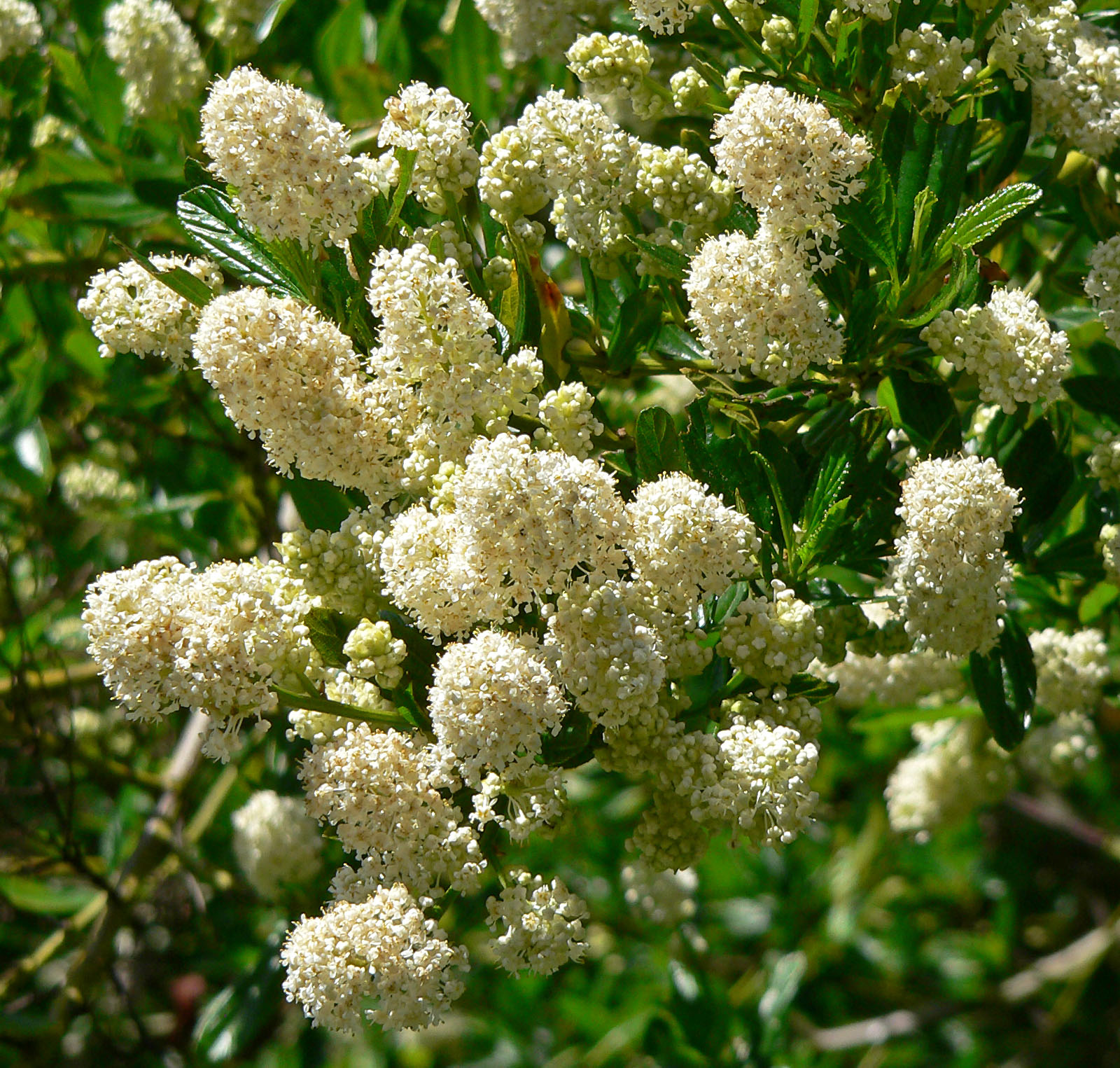
Bíle kvetoucí latnatec Ceanothus thyrsiflorus
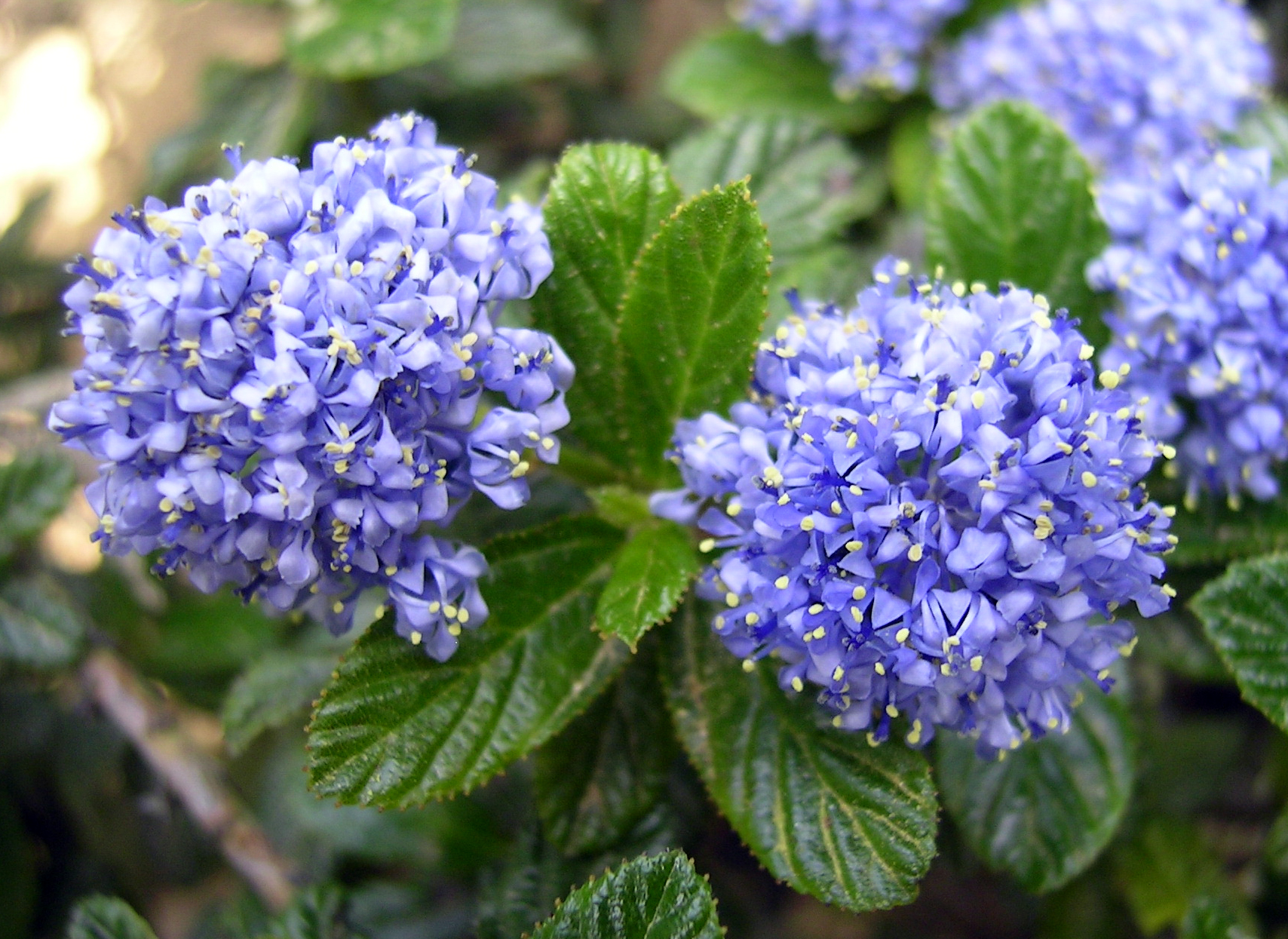
Modrokvětý latnatec C. thyrsiflorus 'Repens'

## Pěstování a množení
Latnatce nejvíce prospívají na slunném stanovišti, v polostínu již hůře kvetou. Vyhovují jim lehčí, humózní a spíše sušší půdy s obsahem vápníku. V podmínkách České republiky často omrzají až k zemi, později však od země obrazí a kvetou na jednoletých výhonech. Na zimu je vhodná přikrývka kořenů a na jaře seříznutí, aby bohatě obrazily. Množí se pomocí mladých jarních řízků nebo roubováním na podnož latnatce amerického. Botanické druhy lze množit i semeny, která je třeba ihned po sklizni stratifikovat. Dalšími způsoby množení jsou hřížení v červnu a kopčení.